# Joe Zawinul
Josef Erich Zawinul (Bécs, 1932. július 7. – Bécs, 2007. szeptember 11.) osztrák jazzbillentyűs és zeneszerző, a fúziós zene és az elektromos billentyűs hangszerek használatának egyik úttörője. Gyakorlatilag ő az egyetlen európai származású zenész, akinek az amerikai mainstream jazzben valódi jelentősége volt.

## Életpályája

### Kezdetek
Hatéves korától harmonikázott, és már ilyen fiatalon is igen tehetségesnek bizonyult. Később a Bécsi Konzervatóriumban kapott komolyzenei oktatást, zongoristának készült. Csak 1949. körül ismerkedett meg a jazzel, és Erroll Garner zenéjének hatására kezdett jazzt játszani 1952-től. 1958-ban költözött az Amerikai Egyesült Államokba, miután elnyert egy ösztöndíjat a bostoni Berklee Zeneművészeti Főiskolára. Játékát meghallva egyik tanára egyből azt mondta neki, hogy már nincs mit tanulnia az iskolában, inkább menjen el profi zenésznek – így hát az első héten otthagyta a Berklee-t. Kezdetben Maynard Fergusonnal játszott, ekkor találkozott először Wayne Shorterrel. 1959 és 1961 között Dinah Washington zongorakísérője volt, aki mindig Joe Viennaként mutatta be Zawinult.
1961-ben csatlakozott Cannonball Adderley szaxofonos kvintettjéhez, és olyan népszerű számokkal járult hozzá a csoport sikeréhez, mint a Mercy, Mercy, Mercy, a Walk Tall és a Jesse Jacksonnak emléket állító Country Preacher. Mindeközben hard bop zongoristából soul-jazz előadóvá vált, és az elektromos hangszerek használata révén elsők között tett lépéseket a jazz-rock felé. 1963-ban vette feleségül Maxine-t, az afro-amerikai playboy-nyuszit, akitől aztán három fia született.
Miles Davis stúdiózenekarával zenészként és a címadó dal szerzőjeként működött közre a Silent Way album felvételén, majd a korszakalkotó Bitches Brew-n a lemez első felét kitevő Pharaoh's Dance című számén is. Davis és Zawinul csak 1991-ben szerepeltek együtt koncerten, nem sokkal Davis halála előtt.

### Weather Report
1970-ben alakította meg Wayne Shorterrel a Weather Reportot, az évtized legendás fúziós jazz zenekarát. Zenéjük R&B, funk, rock, latin és etno jazz elemeket ötvözött, és a zenészek folyamatos improvizációja volt a névjegyük, a szokásos szólista–kísérő szekció felosztás mellőzésével. Weather Report című bemutatkozó albumuk 1971-ben az Év Albuma lett a Down Beat magazinnál, egyébként 1977-ig – addig példátlan módon – további négy alkalommal ítélték nekik ezt a díjat. 1973-tól a zenekar a funk/groove hangzás felé mozdult el, és Zawinul – az improvizációs blokkok megtartása mellett – szerkezetet is adott a számoknak. Az első igazán átütő lemezük az 1974-es Mysterious Traveller volt, melyen a szintetizátor mellett egyéb effekteket (gyereksírás, tapsolás stb.) is beépítettek zenéjükbe. Népszerűségük csúcsára Jaco Pastorius virtuóz basszusgitáros csatlakozása után értek fel, a Heavy Weather a kritikusok és a közönség tetszését is elnyerte, róla a Birdland című szám még a poplistákra is felkerült.

## Diszkográfia

### Weather Report
Összes lemezüket a Columbia Records adta ki.
- Weather Report, 1971.
- I Sing the Body Electric, 1972.
- Sweetnighter, 1973.
- Mysterious Traveller, 1974.
- Tale Spinnin', 1975.
- Black Market, 1976.
- Heavy Weather, 1977.
- Mr. Gone, 1978.
- 8:30, 1979.
- Night Passages, 1980.
- Weather Report, 1982.
- Procession, 1983.
- Domino Theory, 1984.
- Sportin' Life, 1985.
- This is This, 1986.

### The Zawinul Syndicate
- The Immigrants (1988)
- Black Water (1989)
- Lost Tribes (1992)
- World Tour – live (1998)
- Vienna Nights – Live At Joe Zawinul's Birdland (2005)
- 75 (2008)
- Hollywood Bowl 1993 (2016)